# 邓广汉
邓广汉（？—前66年），西汉人，霍光的长女婿。
霍光执政时，任长乐卫尉。霍光死後，前67年八月，汉宣帝夺其兵权，转任他为长信少府。霍氏家族谋反，他参予其谋，乐平侯霍山密谋让上官太后设酒宴款待博平君王媪，召丞相魏相、平恩侯许广汉及其属下作陪，然后让范明友、邓广汉奉太后之命将他们斩杀，乘机废掉汉宣帝，立霍光子博陆侯霍禹为皇帝。前66年七月，事情被发觉，霍山、冠阳侯霍云、范明友自杀。霍禹被腰斩，邓广汉等被捕处死弃市。